# Béon
Béon ist eine französische Gemeinde mit 524 Einwohnern (Stand: 1. Januar 2022) im Département Yonne (Region Bourgogne-Franche-Comté). Sie gehört zum Arrondissement Sens und zum Kanton Joigny. Die Einwohner werden Béonnais genannt.

## Geographie
Die Gemeinde Béon liegt etwa 32 Kilometer nordwestlich von Auxerre. Umgeben wird Béon von den Nachbargemeinden La Celle-Saint-Cyr im Nordwesten und Norden, Cézy im Norden und Nordosten, Chamvres im Nordosten und Osten, Montholon im Osten und Süden sowie Sépeaux-Saint Romain im Südwesten und Westen.

## Bevölkerungsentwicklung
| Jahr                       | 1962 | 1968 | 1975 | 1982 | 1990 | 1999 | 2006 | 2013 | 2020 |
| Einwohner                  | 316  | 328  | 320  | 406  | 455  | 476  | 502  | 521  | 520  |
| Quellen: Cassini und INSEE |      |      |      |      |      |      |      |      |      |

## Sehenswürdigkeiten
- Kirche Notre-Dame aus dem 13. Jahrhundert
- Kartause Notre-Dame von Valprofonde aus dem Jahre 1301

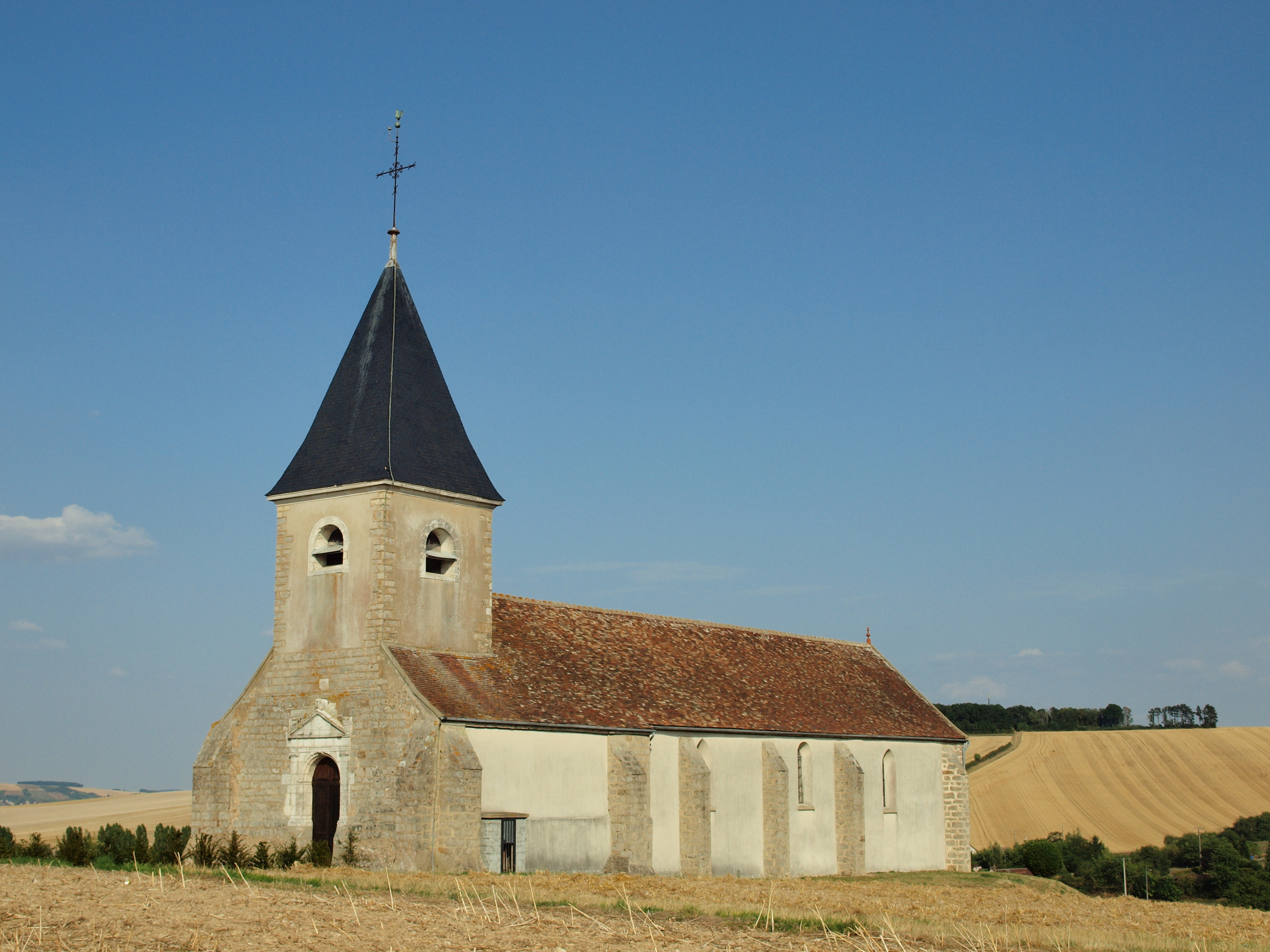
Kirche Notre-Dame
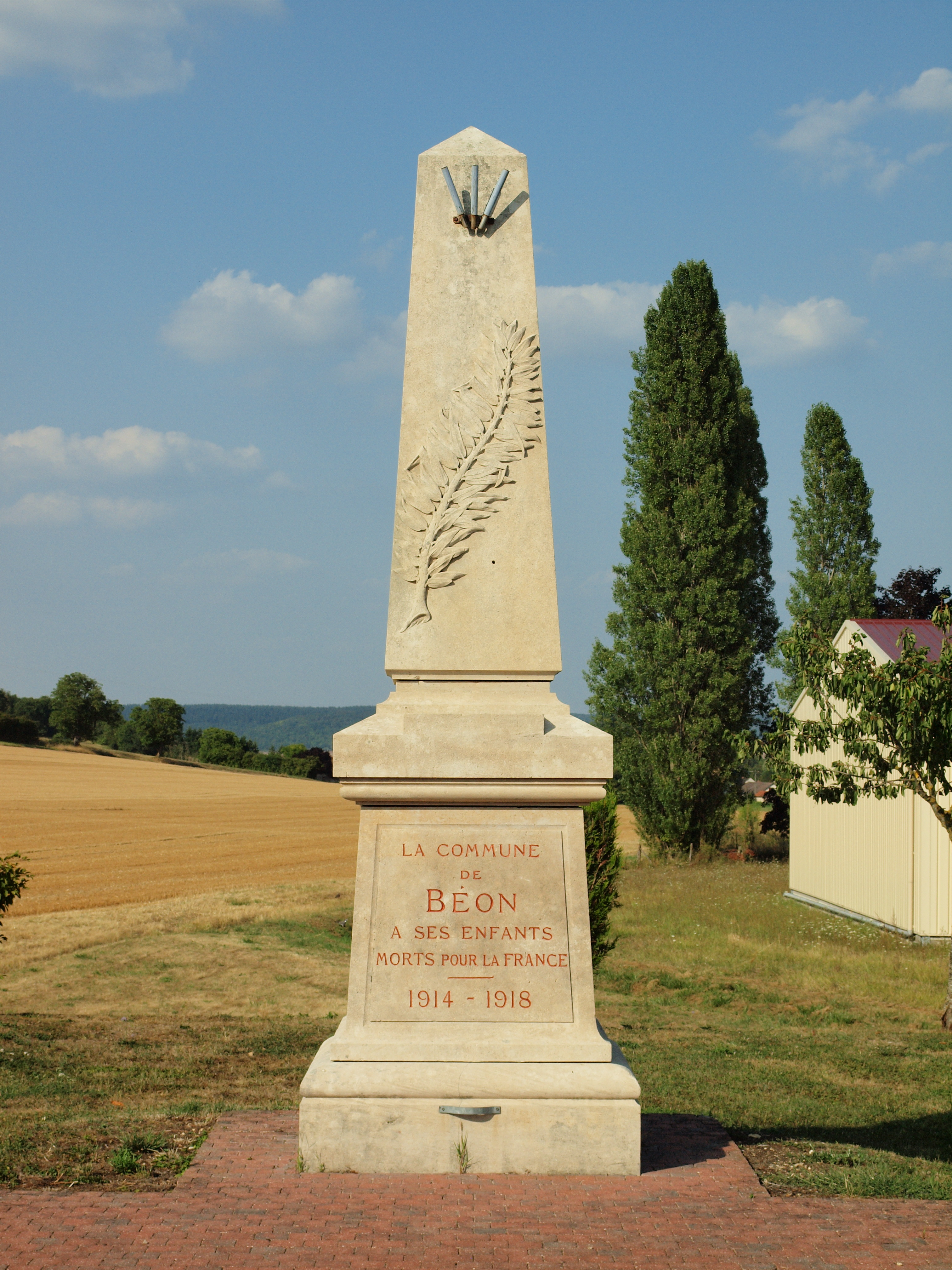
Gefallenendenkmal
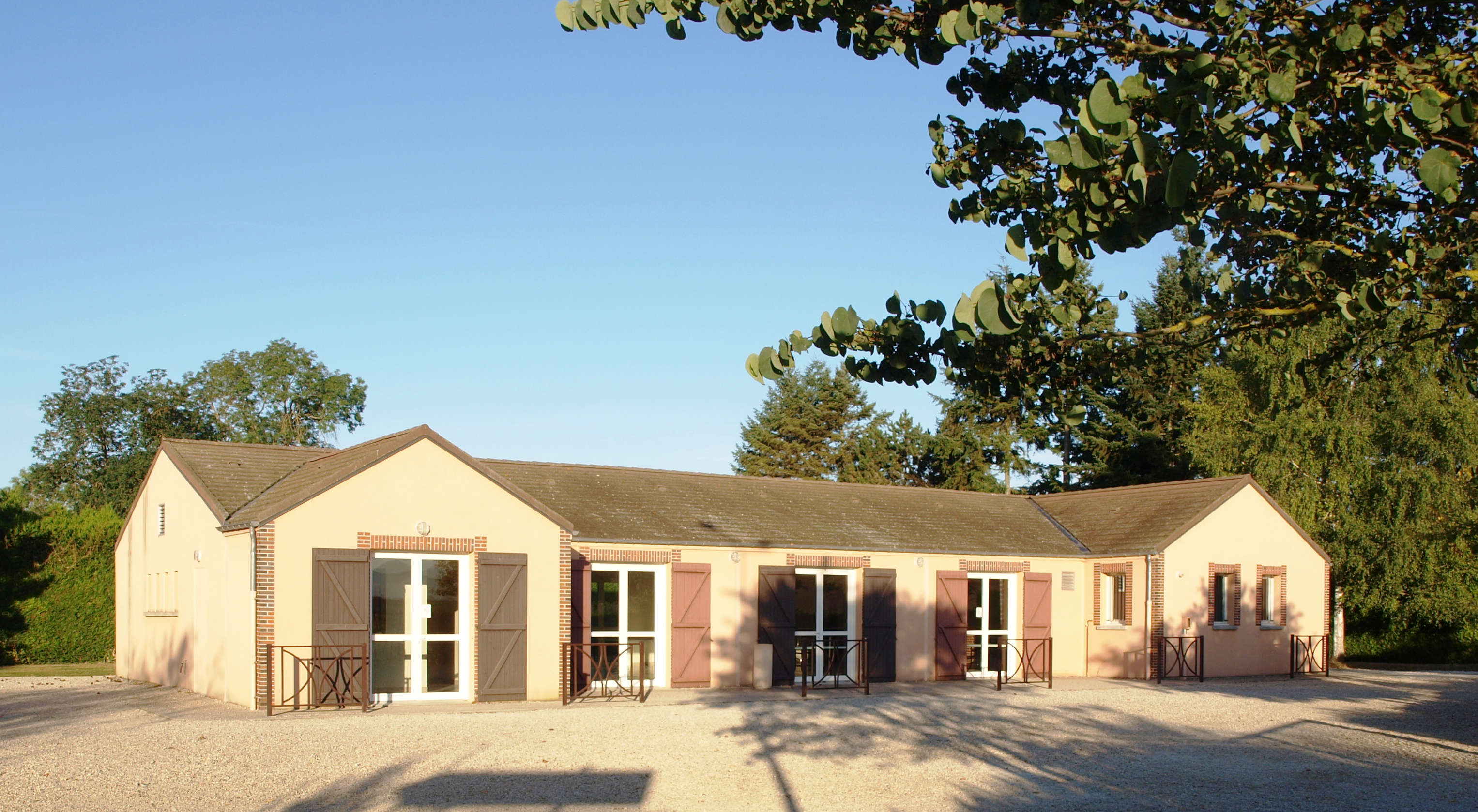
Gemeindefesthalle